# Szpital Świętego Ducha w Bieczu
Szpital Świętego Ducha – szpital działający od 1399 roku w Bieczu, najstarszy zachowany szpital w Polsce.

## Historia
Szpital powstał jako instytucja kościelna w VIII w. w Europie zachodniej. W Polsce zaczęły powstawać w największych miastach w XIII w. Szpitale były zakładane najczęściej przez zakony. W XIV w. powstawały tzw. parafie szpitalne z własnym kościołem i odrębnym uposażeniem, w źródłach określane jako prepozytury. Taki właśnie szpital z prepozyturą został ufundowany w Bieczu w 1395 przez królową Jadwigę wspólnie z rajcami bieckimi. W mieście liczącym już ponad 3000 mieszkańców taka instytucja okazała się niezbędna. W dokumencie z 25 lipca 1395 z Krakowa napisano, że królowa Jadwiga zgadza się na budowę szpitala, uwalnia od podatków 2 łany pod miastem i folwark w Libuszy z 3 stawami rybnymi stanowiące uposażenie, a nadto ofiaruje pod szpital plac koło murów, gdzie niegdyś stał zamek, zniszczony w czasie pożaru w 1388. Szpital działał już w 1399 roku. Następni królowie zwiększają uposażenie szpitala. Ogólnie przyjmuje się, że uposażenie to było jednym z najbogatszych w kraju.
W 1837 roku kościół św. Ducha został rozebrany. Natomiast w XIX w. szpital został odremontowany. Służył nadal do 1950 biednym. Następnie został przekazany szkole średniej na internat dla chłopców. Po wybudowaniu nowego gmachu liceum budynek opuszczono i zaczął popadać w ruinę. W latach 80. XX w. próbowano go remontować, jednak remont został przerwany ze względu na zmiany polityczne w Polsce. Dewastacja w latach 1991-97 doprowadziła do tego, że zachowane zostały tylko mury i dach. Od 2004 trwają prace remontowe.

## Architektura
Budynek jest usytuowany na wschodnim cyplu wzgórza miejskiego. Jest to budowla piętrowa o wymiarach 21 m x 10,5 m. Ściany wschodnia i zachodnia zdobione są cegłą zendrówką. Od strony wschodniej znajdują się dwa portale. Od zachodu znajduje się portal kamienny, obecnie zamurowany. Nad portalem znajduje się rzeźbiony w kamieniu orzeł jagielloński z datą 1487, prawdopodobnie przeniesiony z zamku w XVII w.

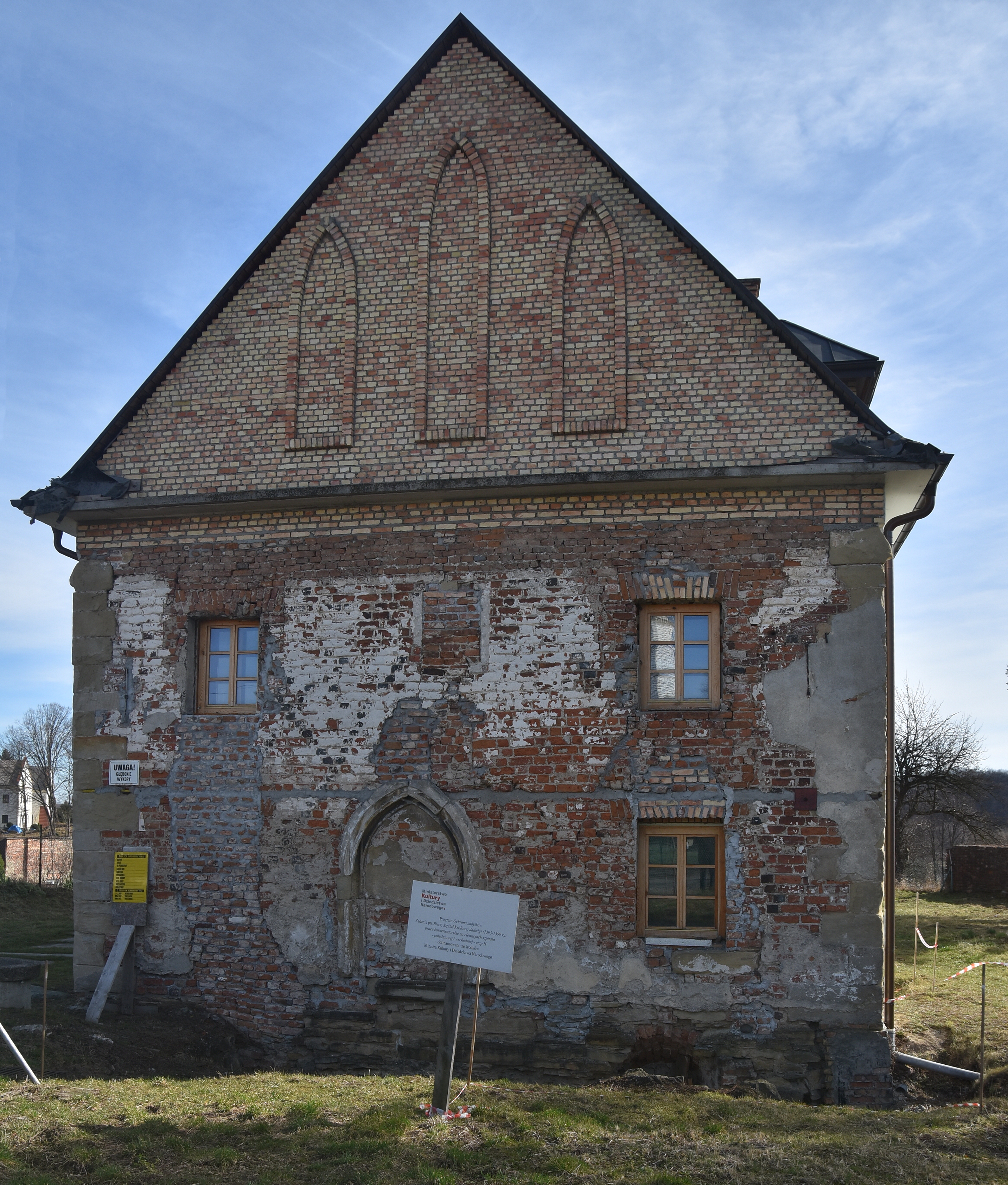
Elewacja zachodnia
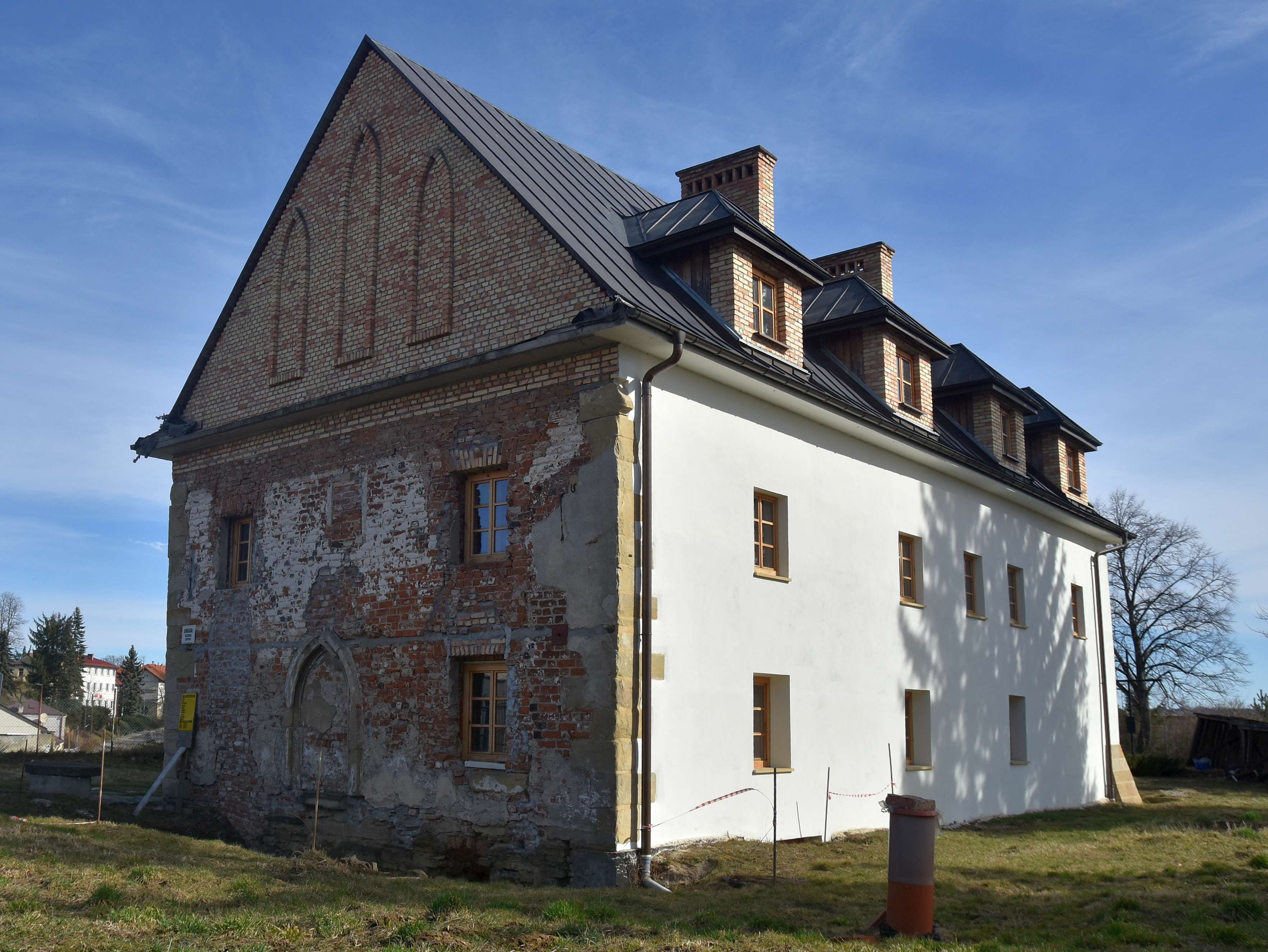
Elewacja południowa
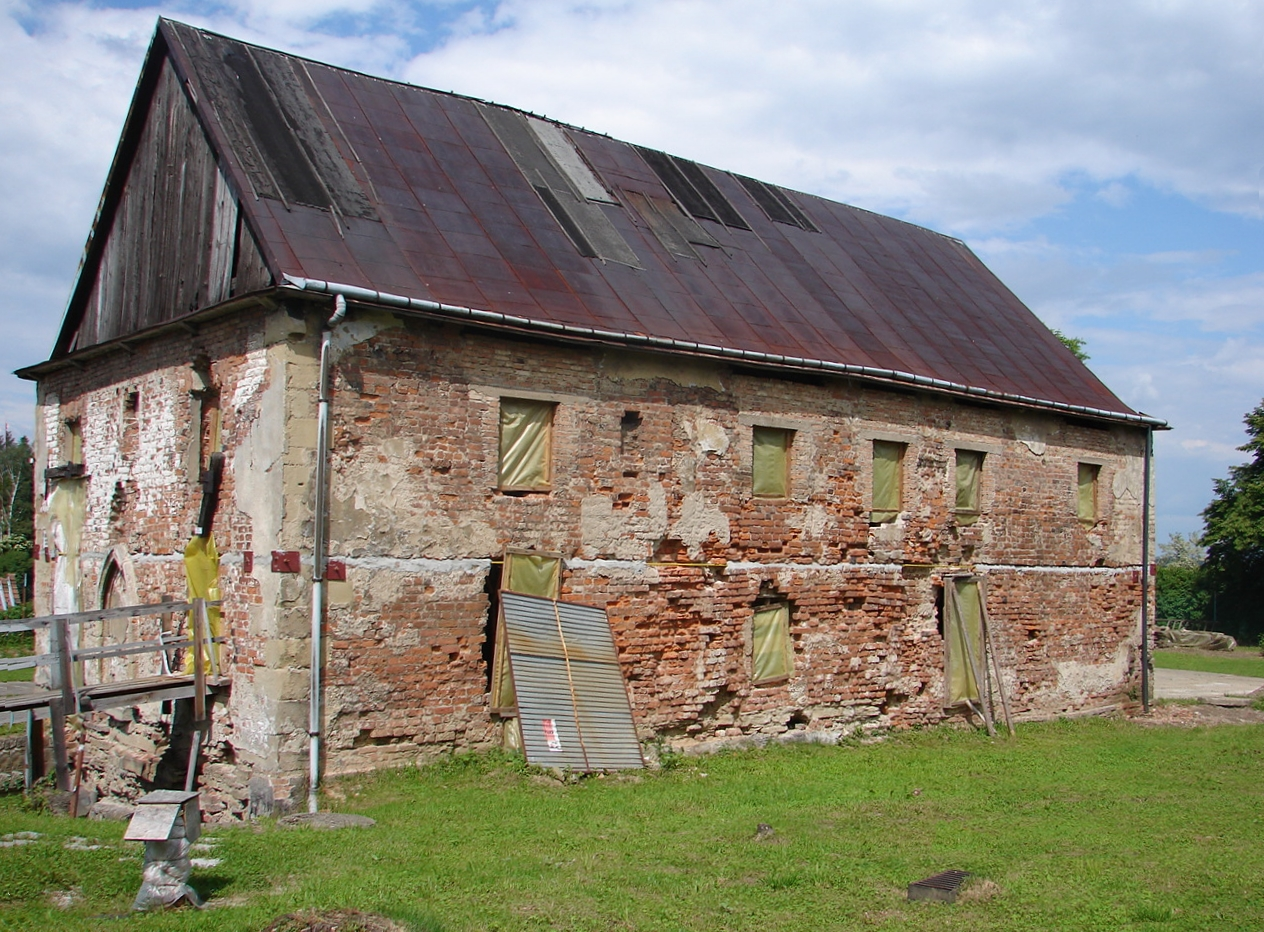
Stan w 2006